# 4000 Som Prou
4000 Som Prou va ser un grup de rock que cantava en valencià format a Rafelbunyol (L’Horta Nord) l’any 1986. Els seus components inicials van ser Paco Piquer ( guitarra i veus), Ferran Piquer (veu), Dani Pasqual (baix i veus), Nel·lo Camarasa (guitarra) i Onofre Piquer (bateria).
L’any 1988 guanyen el “Concurs de Rock a Bonrepòs” i com a premi enregistren una maqueta amb 4 temes. L’any següent enregistren una segona maqueta als estudis Tabalet d'Alboraia. Aquesta incloïa 8 temes i un d’ells és el que es faria més conegut i corejat als concerts “Cotxe roig”. Amb aquesta maqueta aconsegueixen fer una gran quantitat de concerts per les comarques de València i Alacant.
L’any 1988 actuaren al primer festival del programa “A la Nostra Marxa” dirigit per Simó Aguilar i també actuaren al segon festival d’aquest programa realitzat en 1990 com a guanyadors del tercer premi.
En març de 1992 enregistren una nova maqueta als estudis Euromaster de València amb tres temes. Aquesta maqueta els serveix per entrar al I Tirant de Rock, un festival organitzat per Acció Cultural del País Valencià a la plaça de bous de València, on comparteixen escenari amb Els Pets, Sau, Sangtraït i un altre grup valencià, Kartutx. Durant l’estiu de 1992 fan gran quantitat de concerts per tot el País Valencià i fins i tot a Maó i a Palma. Al final d’aquest mateix any tornen als estudis Euromaster per gravar el seu primer àlbum “Cotxe roig” (Sonograf) que inclou 8 cançons.
El grup continua fent concerts fins l’any 1996 en que decideixen aturar la seua marxa. Després d’alguns canvis en la formació l’any 2004 tornen a fer un concert al seu poble amb temes nous. Aquest mateix any actuen al FNAC de València dins de la 3era Mostra de Pop-rock en català del País Valencià organitzada pel Club A la Nostra Marxa. A banda d’alguns temes ja coneguts, interpretaren també alguns temes que havien gravat en una nova maqueta i que fins al moment no han vist la llum en cap gravació discogràfica.

## Discografia
- Cotxe roig (Sonograf - 1992) - LP
- Cotxe roig / Rei de gel (Sonograf - 1992) - Senzill